# Paraíso Futebol Clube
Paraíso Futebol Clube é uma agremiação esportiva brasileira fundada a 17 de julho de 1917, sediada em Campos dos Goytacazes, no estado do Rio de Janeiro.

## História

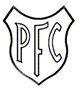
Primeiro Escudo

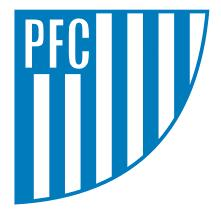
Escudo Antigo

Dos clubes oriundos de usina de açúcar, o Paraíso é considerado o mais antigo. Foi criado por Domingos Monteiro, Amaro Monteiro, Helvécio Peixoto, Ezequiel Manhães, José Manhães da Silva, Manoel Monteiro e Miguel Rinaldi, este escolhido para ser o primeiro presidente.
Era a agremiação dos funcionários da Usina Canavieira Paraíso, no distrito de Tocos, distante 21 km do centro de Campos. Atuou até 1951 em torneios de menor importância, promovidos pela Liga Campista de Desportos, passando somente naquele ano a disputar o Campeonato Campista, o primeiro do estado a ter caráter profissional.
Seu estádio, erguido em propriedades pertencentes à usina Paraíso se chamava Roberto Codray, mas teve o seu nome alterado mais tarde para Benedito Silveira Coutinho, um dos sócios da empresa que junto a Osvaldo Gomes foram incansáveis em prol do clube.
Com medidas oficiais, o estádio possui três vestiários azulejados, com acesso subterrâneo ao campo, cabines de rádio, dormitório para jogadores e uma pequena tribuna de honra, onde a cúpula da usina assistia aos grandes jogos. A inauguração se deu a 17 de agosto de 1958 em um jogo visto por mais de mil pessoas, a maioria parentes de atletas e funcionários da usina, entre a equipe do Paraíso e o Goytacaz Futebol Clube, valendo pelo campeonato campista daquele ano, e o time da casa venceu por 1 a 0 tendo acontecido após a partida uma grande festa.
O primeiro time que o Paraíso colocou em campo contou com Chico; Vavá e Arlindo; Domingos, Amaro e Tiuga; João Falcão, José Manhães, Maninho, Helvécio e Bem.
Os mais antigos contam que, uma vez fundado o clube de Tócos, seus dirigentes procuraram a direção da usina para dar ciência da fundação do Paraíso e pedir ajuda, o que conseguiram com a doação de grande área, em cujo local foi construído o primeiro campo, mais tarde ocupado pelo Grupo Escolar Almirante Barroso. Anos depois, ainda em terrenos da usina, o Paraíso ganhou nova área, onde se encontra, no prolongamento da Avenida Guilherme Morisson, e em cuja praça de esportes, além do gramado de tamanho oficial e balizas em ferro redondo, existem o aramado e, em volta, para fazer sombra, enormes pés de eucaliptos. Do seu campo constam, ainda, vestiários azulejados para os dois times e para os juízes, bem como três túneis que ligam os mesmos vestiários ao gramado. As suas sociais agasalham também o dormitório para os jogadores, cabines para rádios e uma pequena tribuna, onde, em dias de grandes jogos e em cadeiras de palhinha, a cúpula da usina se senta para festejar as vitórias do time local. Esse estádio já se chamou Roberto Codray e mais tarde passou a ser o Estádio Benedito Silveira Coutinho.
Segundo os jornais campistas A Notícia e Monitor Campista a inauguração da praça de esportes do Paraíso se deu no dia 17 de agosto de 1958, quando jogou e venceu o Goytacaz por 1 a 0, gol de Diniz, aos 7 minutos do segundo tempo. Esse jogo, assistido por mais de mil pessoas, a maioria empregados da usina e suas mulheres e filhos, valeu pelo Campeonato Campista daquele ano, no qual o time local se apresentou com Paulo; Votinha e Carlinhos; Zequinha, Nilo e Cidoreco; Touquinho, Diniz, Osvaldo, Ênio e Basílio. O Goytacaz, derrotado, para enorme alegria da família toquense, que à noite promoveu festa desde a Casa Grande da usina até o lar mais humilde do lugar, se apresentou com Rodoval; Osvaldino e Pereira; Orioval, Rubinho e Sardinha; Roberto, Jarbas, Carlos Augusto e Jorginho.
Apesar de não ter conseguido um único título de campeão campista, em 58 e 76, ele foi vice-campeão, o Paraíso sempre contou com muitos bons jogadores, entre os quais Manoel Monteiro, Helvécio, Osmário Soares, Nilo, Diniz, Devaldo, Cidoreco, Basílio, Odir, Lulu, Carioca, Bau, Niniu e muitos outros. O clube muito deve ao industrial Geraldo Silveira Coutinho e a Osvaldo Gomes, um incansável na luta em favor do seu clube. Presidiram o Paraíso, desde sua fundação, Helvécio Moreira Peixoto, pai de Hélvio, que foi do Fluminense e Santos, e Helvécio, que jogou no São Cristóvão, Clodomiro Prudêncio dos Santos, José Manhães, Amaro Martins, Jorge Rodrigues, Francisco Alves Siqueira, José Pessanha de Lima, Osvaldo Rodrigues Nascimento, Rodolfo Grain, Dermeval dos Santos, Carlos Alberto Alvim, Hervândio Ribeiro Machado, Amaro Antônio dos Santos, Liberato Nunes, Osvaldo Rodrigues Nascimento e Jorge Tâmega.
O Jornal dos Sports, em 15 de novembro de 1975 publicou matéria dando conta de que o Paraíso havia derrotado o Goytacaz por 2 a 1, no Estádio Godofredo Cruz, e com isso conquistado o título do Torneio Otávio Pinto Guimarães. Da matéria constavam, ainda, a renda de Cr$ 12.000,00, o nome do juiz, Nicodemus Vidal e a ordem dos gols: Macedo fez 1 a 0, Aílson marcou o segundo e Tuquinha, já no segundo tempo, para o Goytacaz. O jogo foi cheio de catimba e contou com as expulsões de Pontixeli, Paulo Marcos e Zair. Para completar, o jornal carioca apresentou as equipes, com o Paraíso contando com Joelson; Robson, Joézio, Niniu e Clóvis (Carlos Alberto); Carlinhos, Valmir (Balula) e Aílson; Silvinho, Jorginho e Macedo, e o Goytacaz com Juvenal; Nad (Wílson), Paulo Marcos, Beraldi e Júlio César; Ricardo Batata, Pontixeli e Naldo; Zair, Tuquinha e Piscina (Jocimar). Desse torneio também participaram Rio Branco e Cambaíba e a decisão se deu em dois jogos extras, o primeiro dos quais terminou igual em 0 a 0.
No dia 28 de fevereiro de 1976, o mesmo Jornal dos Sports escrevia que "reagindo nos últimos instantes do jogo bastante corrido, o Paraíso, que perdia de 1 a 0 para o Rio Branco, acabou vencendo-o por 2 a 1 e, com isso, conquistou o título do Torneio Roberto D'Affonseca Monteiro. Arroz, aos 12 minutos para o róseo-negro; Balula, aos 42 e Robson, aos 46 minutos, todos no segundo tempo, foram os autores dos gols. Contra Zenílton Costa dos Santos, o juiz, os riobranquenses reclamaram a não marcação de um pênalti quando o placar era de 1 a 0. A rodada final do torneio, que reuniu esses dois clubes mais o Campos e o Sapucaia, foi disputada anteontem à noite, no Estádio Ângelo de Carvalho. No primeiro jogo da noite, o Campos derrotou o Sapucaia por 2 a 0, gols de Zé Neto e Zé Antônio. O Paraíso, campeão, jogou com Joelson; Robson, Niniu, Joésio e Clóvis (Carlos Alberto); Carlinhos (Balula), Valmir e Aílson (Bangazal); Silvinho, Jorginho e Macedo, e o Rio Branco com Oliveira; Carlinhos, Índio, Edalmo e Abud; Divaldo, Armando e Joelson; Arroz, Jorginho e Pedro. (Fonte: Paulo A. Ourives).
Em 1976, o Paraíso chegou à decisão mais importante de sua história, a do Campeonato Estadual Fluminense. Após ficar em primeiro lugar no grupo que continha Nalin Futebol Clube e Mesquita Futebol Clube, foi à decisão do certame contra o Central Sport Club. Em jogo realizado, em 22 de agosto, em Niterói, o Central venceu por 1 a 0 e se sagrou campeão estadual. A escalação do time foi a seguinte: Paraíso: Melosa; Charuto (Carlos Augusto), Robson, Niniu e Carlos Alberto; Valmir, Pereira e Marcolino; Pontixeli (Gilberto), Luís e Balula
Na localidade nasceram os jogadores Alessandro da Conceição Pinto, que chegou à Seleção Brasileira de Futebol, e Diego Ribeiro Pinto, conhecido como Diego Carioca.
Pelo Paraíso passaram craques como Manoel Monteiro, Edir, Lulu, Carioca, Helvécio, Osmário Soares, Niniu, Baú, Nilo, Diniz, Cidoreco, Devaldo, entre outros.
Apesar de não ter conquistado nenhum título de expressão, somente o Torneio Otávio Pinto Guimarães, em 14 de novembro de 1975 quando participou com Cambaíba, Clube Esportivo Rio Branco e Goytacaz Futebol Clube, e ter ficado por duas vezes com o vice-campeonato campista, em 1958 e 1976, o clube de Tocos sempre contou com fortes equipes.
Recebe irrestrito apoio da usina Paraíso, que permanece nas mãos da família Coutinho, sendo dirigida por Geraldo S. Coutinho, filho de Benedito, cujo nome batiza o estádio e por seu filho André H. Coutinho, que é o presidente atual do clube. Há planos para o retorno às disputas profissionais.
Disputou o Campeonato Estadual Fluminense em 1958, 1959, 1960, 1961, 1962, 1963, 1964, 1965, 1966, 1975, 1976 e 1977.

## Títulos
- 1975 - Campeão do Torneio Otávio Pinto Guimarães;
- 1958 - Vice-campeão do Campeonato Campista;
- 1976 - Vice-campeão do Campeonato Campista;
- 1976 - Vice-campeão do Campeonato Fluminense;
- 1976 - Campeão do Torneio Roberto D'Affonseca Monteiro;